# Insurrection albanaise de 2001 en Macédoine
Pour les articles homonymes, voir Guerre macédonienne.
Guerre de Yougoslavie
L'insurrection albanaise de 2001 en Macédoine est une insurrection armée menée par l'Armée de libération nationale (ou UÇK-M), organisation d'origine kosovare, contre le gouvernement de la république de Macédoine. Cette organisation manifestait ainsi la volonté des Albanais de Macédoine d'accéder à plus d'autonomie et de reconnaissance de la part de l'État. Elle a commencé en janvier 2001, lorsque l'UÇK-M a commencé à attaquer des policiers et des soldats macédoniens, et s'est achevée en août 2001, après des accords entre les deux parties. Cependant, des hostilités ont persisté jusqu'en novembre de la même année. Le conflit a mobilisé des troupes de l'OTAN, chargées de rétablir l'ordre et de désarmer les insurgés albanais.

## Contexte

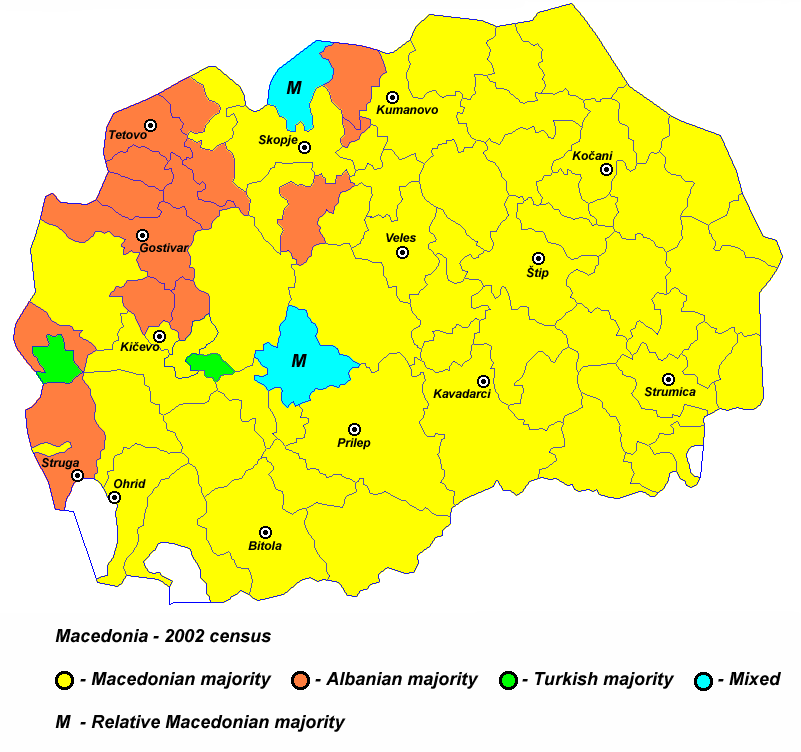
Carte ethnique de Macédoine représentant en orange les municipalités peuplées majoritairement d'Albanais

Lors de son indépendance vis-à-vis de la Yougoslavie en 1991, la Macédoine s'est qualifiée, par sa Constitution, comme l'État du peuple macédonien. Or ce peuple, macédonien, ne regroupe pas les Albanais, les Turcs, les Roms... Ces ethnies, qui totalisaient ensemble plus du quart de la population du pays, ont été alors présentées comme des « minorités ». Les Albanais, ethnie la plus importante (470 000 individus selon le recensement de 1991), ont alors protesté contre le manque de reconnaissance et d'estime à leur égard, et ce qui a souvent été qualifié de « citoyenneté de seconde classe ». 
La langue posait également problème. La Constitution faisait du macédonien la seule langue officielle et les albanophones avaient donc des problèmes d'intégration, les étudiants albanais échouaient souvent à leurs examens à cause de leur niveau insatisfaisant en macédonien.
Afin de défendre leurs positions, les minorités de Macédoine fondèrent rapidement chacune des partis politiques, afin d'être présentes sur la scène nationale. Cependant, cette représentation et les quotas ethniques officiels ne suffisaient pas à faire évoluer les statuts.
En 1995, déjà, les Albanais de Macédoine avaient tenté de s'exprimer et de revendiquer des droits. Une université albanaise avait été ouverte à Tetovo, ville peuplée en majorité d'Albanais. Mais, l'État macédonien, qui avait toujours interdit les écoles albanaises afin d'éviter les organisations parallèles, l'avait fermée par la force deux jours plus tard. Cette fermeture avait entraîné de violentes manifestations dans la ville, contenues par la force.
Lors de la guerre du Kosovo, en 1999, la Macédoine accueille malgré elle de nombreux réfugiés albanais, installés par l'ONU dans des camps. Beaucoup de ces personnes s'installent définitivement en Macédoine, ce qui pose des problèmes d'intégration et d'accueil.

## Déroulement

### Début de l'insurrection albanaise

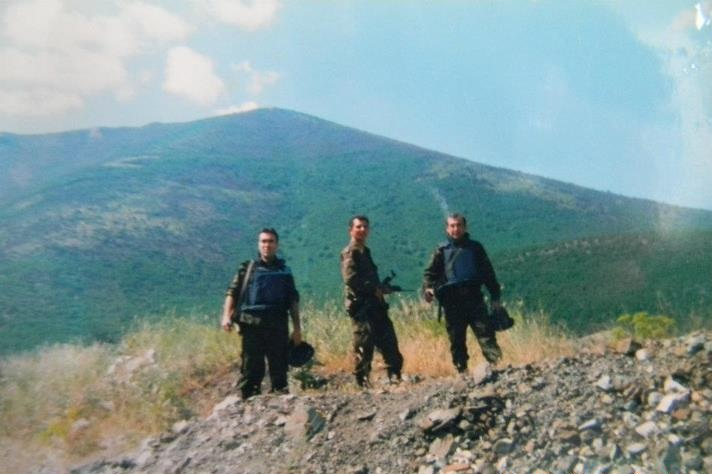
Patrouille de la police macédonienne à Radoucha, sur la frontière kosovare.

Au début de l'année 2001, les autorités macédoniennes constatent la renaissance sur leur territoire de l'UÇK, organisme albanais qui avait auparavant mené la guerre contre les Serbes au Kosovo. Cette renaissance s'explique rapidement par la présence d'anciens officiers de l'UÇK en Macédoine. Des militants de ce qui est rapidement appelé l'UÇK-M (ou UÇK de Macédoine) prennent alors des policiers et des militaires en embuscade dans le nord du pays et volent leurs armes.
En réplique, le gouvernement macédonien ferme la frontière avec l'Albanie, afin d'éviter d'éventuelles arrivées d'armes et de combattants. Mais la frontière entre l'Albanie et la Macédoine est bien difficile à surveiller car elle est fortement montagneuse, et les soldats albanais disposent de la complicité de la population vivant à la frontière car elle en très grande majorité albanaise. En mars, plusieurs soldats macédoniens sont tués par des insurgés albanais près de Tetovo. Skopje fait alors appel à l'ONU, qui condamne ceux qu'elle qualifie de « terroristes ».

### Amplification du mouvement

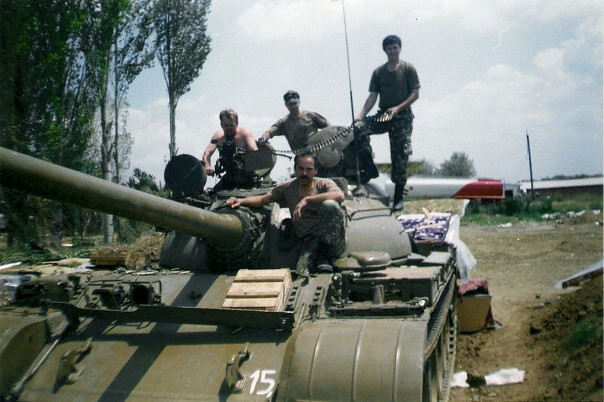
Réservistes macédoniens à bord d'un char T-55 pendant la bataille d'Aračinovo en juin 2001.

Les Albanais gagnent toutefois toujours plus de terrain chaque jour et prennent le contrôle du nord du pays, où la minorité albanaise est très forte. En mai, l'armée macédonienne bombarde les positions tenues par les soldats albanais, mais les Macédoniens finiront par se replier à cause de trop nombreuses pertes. Les troubles ethniques ont entraîné une crise politique qui conduit à un gouvernement d'union nationale, incorporant deux Albanais. Un conseil, formé de deux Macédoniens et de deux Albanais, est convoqué pour trouver une voie de sortie de crise. L'ONU ordonne aux combattants armés stationnés à Aračinovo, village proche de Skopje, de se rendre ; c'est la crise d'Aračinovo, et l'état de guerre est déclaré en Macédoine.
Afin de remédier à une situation qui ne fait qu'empirer, l'Union européenne propose aux belligérants un changement de statut des Albanais, qui deviendraient « seconde nation constitutive » de l'État de Macédoine. Elle promet également, si le conflit s'arrête, d'amnistier les combattants. Les deux camps demandent ensuite l'intervention de l'OTAN et 20 000 Albanais fuient le conflit et rejoignent le Kosovo.

### Fin du conflit

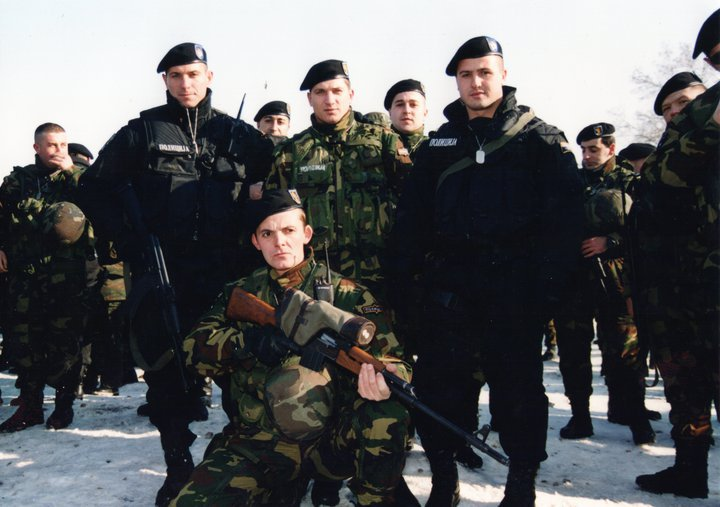
Policiers macédoniens à Mateytché en juillet 2001.

Le 5 juillet 2001 est signé un accord de cessez-le-feu entre l'UÇK-M et le gouvernement macédonien. Cet accord est encadré par l'ONU et l'OTAN et est signé par Pieter Feith, envoyé spécial de l'Union européenne, Ali Ahmeti, leader albanais, et les chefs de la police et de l'armée macédoniennes. Cette dernière déploie des hommes à travers les zones rebelles pour collecter les armes. Au même moment les États-Unis proposent l'envoi de 3 000 hommes pour pacifier le pays. La France et l'Allemagne s'engagent à envoyer des troupes sous l'autorité d'un général anglais.
L'opération de désarmement des rebelles albanais prend le nom de Moisson indispensable. Son achèvement est reculé par de nouveaux affrontements à Tetovo, durant lesquels une dizaine de personnes trouvent la mort. À la fin du mois de juillet, l'UÇK-M contrôle toute cette ville.
Les pourparlers, qui avaient lieu à Tetovo, sont déplacés à Ohrid, loin des zones insurgées. Ils aboutissent le 13 août aux accords d'Ohrid, qui accordent davantage de droits à la minorité albanaise et prévoit la modification de la Constitution. Les combattants qui n'ont pas à passer au Tribunal pénal international de La Haye sont amnistiés et l'UÇK-M doit être désarmée. Les accords sont signés par VRMO-DPMNE et la SDSM, principaux partis macédoniens, et par le PDA et le PDP, partis albanais. 
Cependant, la paix n'est pas immédiate car l'explosion d'une mine à Ljuboton qui fait des dizaines de morts conduit les policiers et les militaires macédoniens à lancer des représailles qui font une dizaine de morts. En réplique, l'UÇK-M enlève 10 soldats macédoniens à Mavrovo qu'elle fait torturer, ainsi qu'exécuter.
Finalement, l'UÇK-M signe un traité de désarmement avec l'OTAN le 15 août qui envoie 4 500 soldats (dont 545 Français) collecter les 3 875 armes estimées aux mains des Albanais. Une fois la Moisson indispensable accomplie en octobre 2001, l'Union européenne décide tout de même de maintenir une présence militaire avec l'EUFOR Concordia. Les troupes de l'OTAN ne quittent la Macédoine qu'en février 2002, après que le parlement a voté en janvier une loi sur le renforcement des pouvoirs locaux. Cette loi permet à la Macédoine de recevoir 307 millions d'euros de la part de la Conférence des donateurs de Bruxelles.
Deux inspecteurs de l'Union européenne et un traducteur macédonien sont tués lorsque leur véhicule saute sur un engin explosif  et un soldat britannique est tué par un jet de projectile durant leurs missions .

## Les accords d'Ohrid

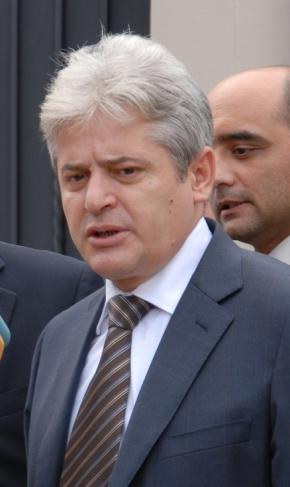
Ali Ahmeti, le chef des insurgés albanais.

Les accords d'Ohrid ont été signés le 13 août 2001 par deux partis macédoniens et deux partis de la minorité albanaise, avec un encadrement de l'ONU et de l'OTAN. Ils octroient aux Albanais de Macédoine des droits destinés à améliorer leur condition de minorité.
- La langue albanaise devient officielle aux côtés du macédonien dans toutes les municipalités qui sont peuplées d'au moins 20 % d'Albanais.
- L'usage de l'albanais est autorisé au Parlement.
- Les effectifs de la police doivent comporter au moins 23 % d'Albanais.
- La Constitution est amendée pour permettre aux députés albanais de s'opposer à toutes les décisions parlementaires concernant leur minorité (sans passer par la majorité des suffrages).
- Les lois doivent être officiellement écrites en macédonien et en albanais.
- Une université albanaise, l'Université de l'Europe du Sud-Est, est créée à Tetovo, l'État doit la financer en partie[10].

## Situation de la Macédoine après le conflit

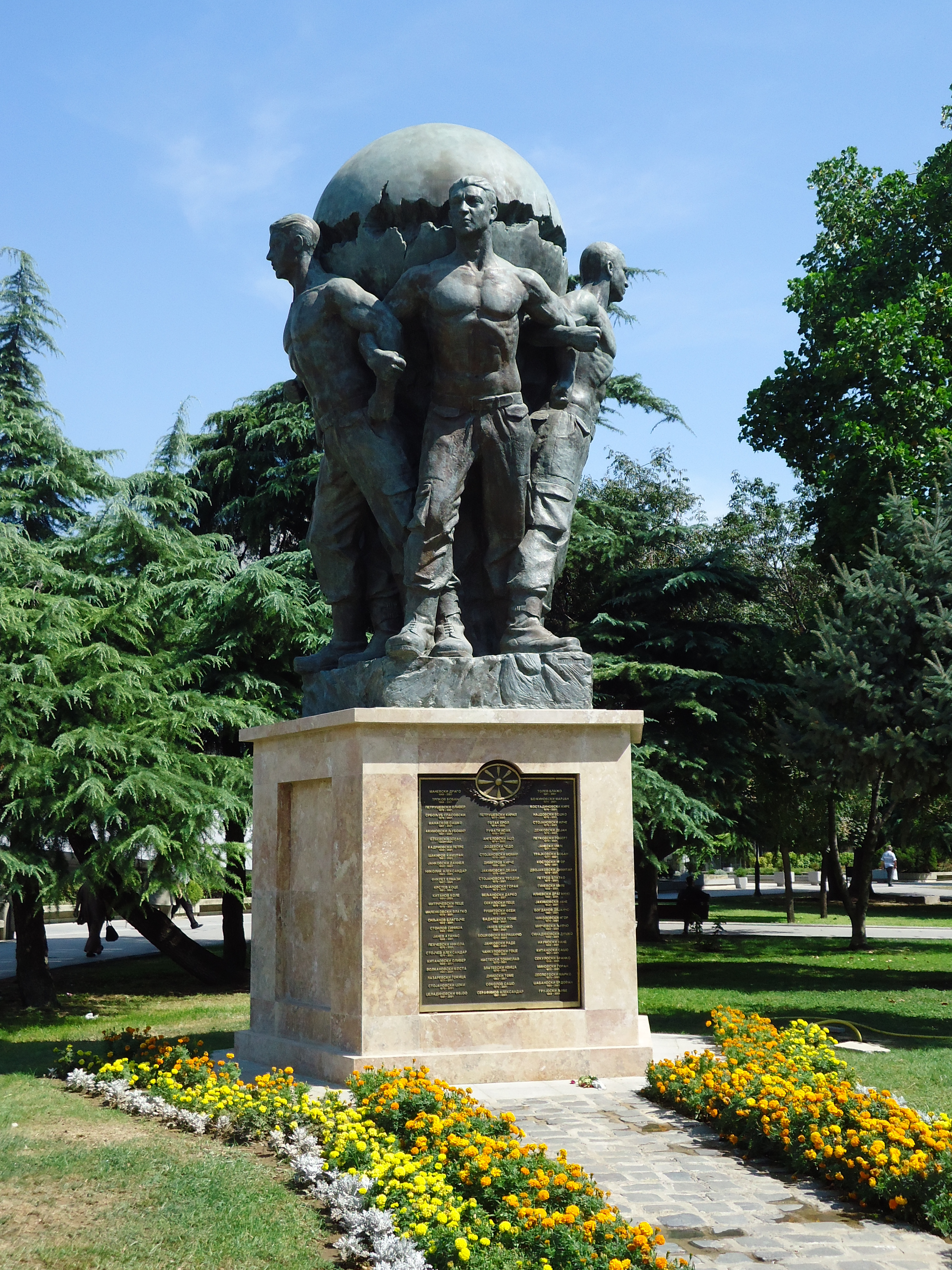
Monument aux soldats macédoniens tués pendant le conflit, inauguré en 2011 à Skopje.

L'insurrection albanaise, en exacerbant les problèmes ethniques du pays, lui a probablement permis de ne pas imploser quelques années plus tard. Ainsi, lors des élections législatives de 2002, les partis politiques nationalistes tels que le VRMO-DPMNE ont été évincés par les partis modérés.
Cependant, les droits octroyés aux Albanais par la Constitution ne sont pas toujours respectés. Par exemple, en 2008, seulement 25 % des élèves albanais ont un enseignement dans leur langue maternelle, alors que tous devraient y avoir accès.
Le 7 novembre 2007, la police macédonienne mène une opération, nommée Opération Tempête de Montagne, dans le but de démanteler un groupe albanais armé dans les montagnes de Šar. Dans l'opération, 6 albanais furent tués et 13 autres capturés par la police macédonienne. Le groupe se nommait lui-même le Conseil politico-militaire de l'Armée de Libération du Kosovo.
En avril 2010, une cache d'armes a été découverte par les autorités macédoniennes près de la frontière avec la Serbie. Parmi les armes saisies se trouvaient des insignes de l'UÇK, l'Armée de Libération du Kosovo. Un homme aurait été tué, et un autre aurait fui vers le Kosovo. Le 12 mai, 4 personnes ont été tuées après un échange de tirs avec la police macédonienne, alors qu'ils conduisaient un fourgon. À l'intérieur de celui-ci ont été retrouvés des armes, des explosifs, ainsi qu'un insigne de l'UÇK. Les jours suivants, alors que la Macédoine donnait aux autorités kosovares la liste de 70 personnes soupçonnées d'être liées à des gangs ethniques criminels Albanais, quatre hommes, un père et ses trois fils, étaient arrêtés pour possession illégale d'arme. Ceux-ci étaient liés aux quatre miliciens tués le 12 mai.